# آرکادیوش میلیک
آرکادیوش میلیک (لهستانی: Arkadiusz Krystian Milik؛ زادهٔ ۲۸ فوریهٔ ۱۹۹۴) بازیکن فوتبال اهل لهستان است که برای باشگاه یوونتوس بازی می‌کند.

## باشگاهی
از باشگاه‌هایی که در آن بازی کرده‌است می‌توان به آگسبورگ، آژاکس، گورنیک زابژه ، بایر ۰۴ لورکوزن ،  ناپولی، المپیک مارسی و یوونتوس اشاره کرد.

## تیم ملی
وی همچنین در تیم ملی فوتبال لهستان بازی می‌کند.